# Serra de la Torre de l'Àliga
La Serra de la Torre de l'Àliga és una serra situada al municipi d'Artesa de Segre, a la comarca de la Noguera, amb una elevació màxima de 440 metres.